# Richard Drax
Richard Drax (født 29. januar 1958 i Dorset i England) er britisk politiker, medlem af Underhuset for det Konservative Parti.
Drax har en fortid i Coldstream Guards, og er valgt til det britiske Underhus i valgkredsen Syd Dorset siden 2010.